# Старое Колено
Ста́рое Коле́но — деревня в Гатчинском муниципальном округе Ленинградской области.

## История
КОЛЕНО — деревня принадлежит ведомству Гатчинского городового правления, число жителей по ревизии: 8 м. п., 12 ж. п. (1838 год)

Согласно карте Ф. Ф. Шуберта 1844 года и карте профессора С. С. Куторги до 1852 года деревня называлась Колено.

КОЛЕНО КРИВОЕ — деревня Гатчинского дворцового правления, по почтовому тракту, число дворов — 14, число душ — 39 м. п. (1856 год)

В описаниях 1838 и 1856 годов предшественники современных деревень Новое и Старое Колено учитывались совместно как одна деревня Кривое Колено (Колено), а начиная с 1862 года — отдельно.
Согласно «Топографической карте частей Санкт-Петербургской и Выборгской губерний» в 1860 году деревня называлась Кривое Колено и состояла из двух частей насчитывающих — одна 8, а другая 2 крестьянских двора. Между ними находился дом лесника.

КРИВОЕ КОЛЕНО — деревня удельная при колодце, число дворов — 11, число жителей: 35 м. п., 48 ж. п. (1862 год)

Согласно карте 1879 года деревня называлась Колено Кривое и состояла из 8 крестьянских дворов.

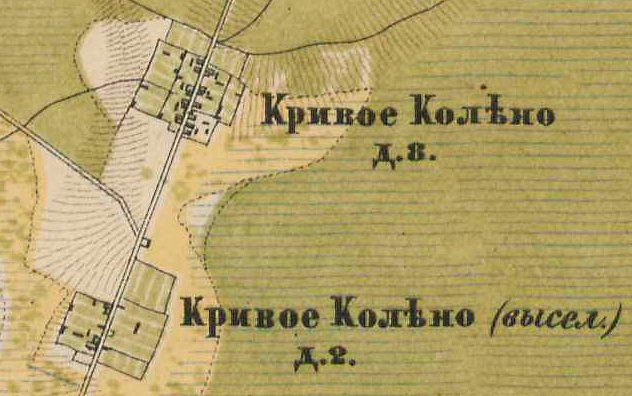
План деревни Старое Колено. 1885 год

В 1885 году деревня Кривое Колено насчитывала в общей сложности 10 дворов, столько же и в 1913 году.
В XIX — начале XX века деревня административно относилась к Гатчинской волости 2-го стана Царскосельского уезда Санкт-Петербургской губернии.
На картах 1925 и 1932 годов так же обозначалась как деревня Кривое Колено.
Согласно данным переписи населения СССР 1926 года в деревне Кривое Колено Коленского сельсовета Троцкой волости Троцкого уезда проживали 27 человек, все русские; в деревне Старое Колено — 117 человек, также все русские.

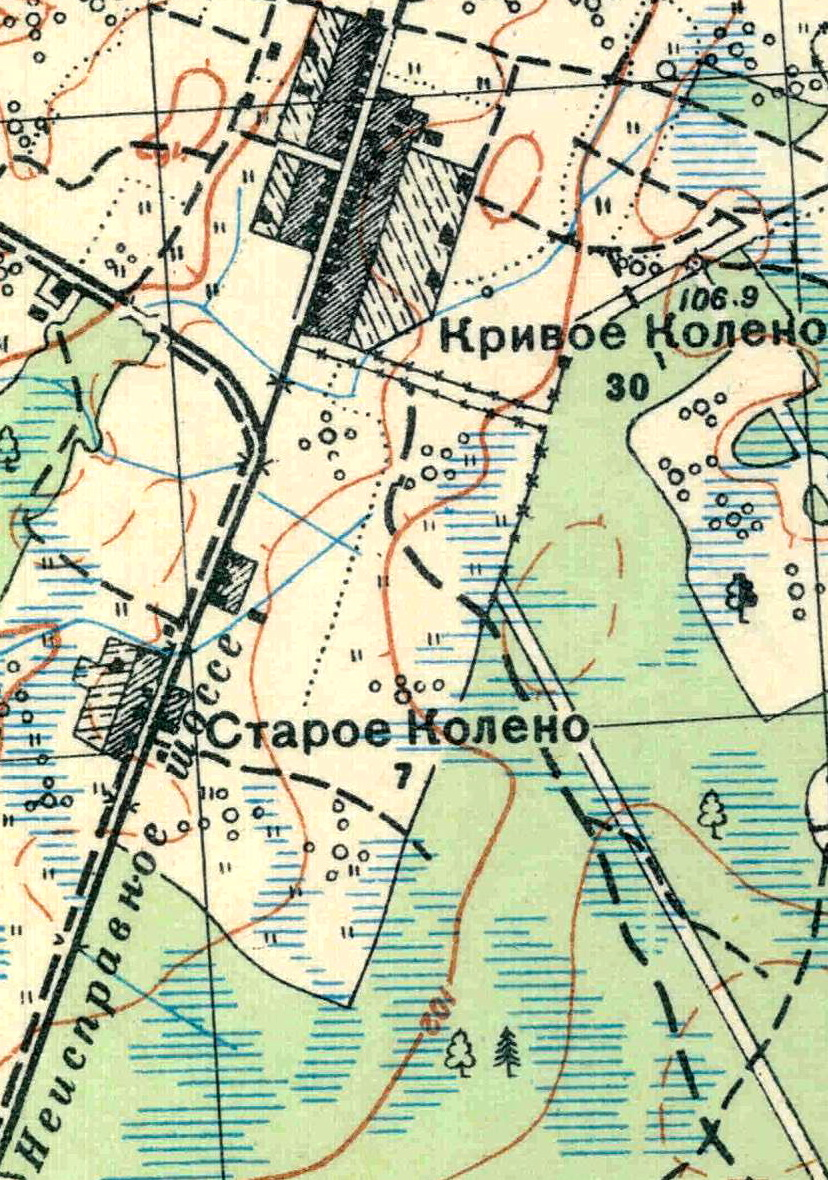
План деревни Старое Колено.  1931 год

Согласно топографической карте 1931 года деревня состояла из двух частей: Кривое Колено, состоящее из 30 дворов и Старое Колено, состоящее из 7 дворов. Деревня находилась на дороге, которая называлась «Неисправное шоссе».
По административным данным 1933 года деревни Новое Колено, Старое Колено и Кривое Колено входили в состав Никольского сельсовета Красногвардейского района.
Деревня была освобождена от немецко-фашистских оккупантов 28 января 1944 года.
По данным 1966 и 1973 годов деревня Старое Колено входила в состав Никольского сельсовета.
По данным 1990 года деревня Старое Колено находилась в административном подчинении Кобринского поселкового совета.
В 1997 году в деревне проживали 16 человек, в 2002 году — 34 человека (русские — 85%), в 2007 году — 25, в 2010 году — 41 человек.

## География
Деревня расположена в центральной части Гатчинского района, к западу от автодороги 41К-216 (Никольское — Кобрино).
Расстояние до административного центра поселения, посёлка Кобринское — 8 км.
Расстояние до железнодорожной станции Гатчина-Балтийская — 15 км.

## Демография
| 1838 | 1862 | 1997 | 2007 | 2010 | 2014 | 2017 |
| ---- | ---- | ---- | ---- | ---- | ---- | ---- |
| 20   | ↗83  | ↘16  | ↗25  | ↗41  | ↘38  | ↘25  |

### Национальный состав
Согласно данным Всероссийской переписи населения 2021 года в деревне проживали 34 человека, из них:
 русские — 32, поляки — 1, украинцы — 1 человек.

## Инфраструктура
На 2014 год в деревне было учтено 17 домохозяйств.

## Транспорт
К северо-востоку от деревни расположена платформа Прибытково железнодорожной линии Санкт-Петербург — Луга, по которой осуществляется пассажирское сообщение пригородными электропоездами.
К западу от деревни проходит автодорога Р23 «Псков» (E 95, Санкт-Петербург — граница с Беларусью).
Осуществляется автобусное сообщение пригородными маршрутами:
- в Меньково:
  - № 516   Гатчина — Прибытково
- на автодороге Р23 (E 95):
  - № 531 Гатчина — Батово